# Bissona Praga
Bissona Praga je benátská slavnostní osmiveslice typu bissone. V Benátkách se pro ni ujal název Bissona Nepomuceno.

V roce 1996 vytvořila trup této loď firma Agostino Amadi. Od té doby byla uskladněna v benátské loděnici Arsenal a občas vyjížděla na místní regaty. V květnu roku 2019 byla převezena na Svatojánské slavnosti Navalis, kde byla jejich součástí. Poté byla českými sochaři a řezbáři barokně ozdobena do současné podoby a pojmenována jako Bissona Praga. Na cestu do Benátek ji v Nehasicích požehnal biskup litoměřický Jan Baxant. Slavnostní předání lodě proběhlo 1. září 2019 v Benátkách na Regatě Storice starostovi města. Bissona Praga tak doplnila benátskou flotilu těchto lodí a stala se jedenáctou lodí typu Bissone. 

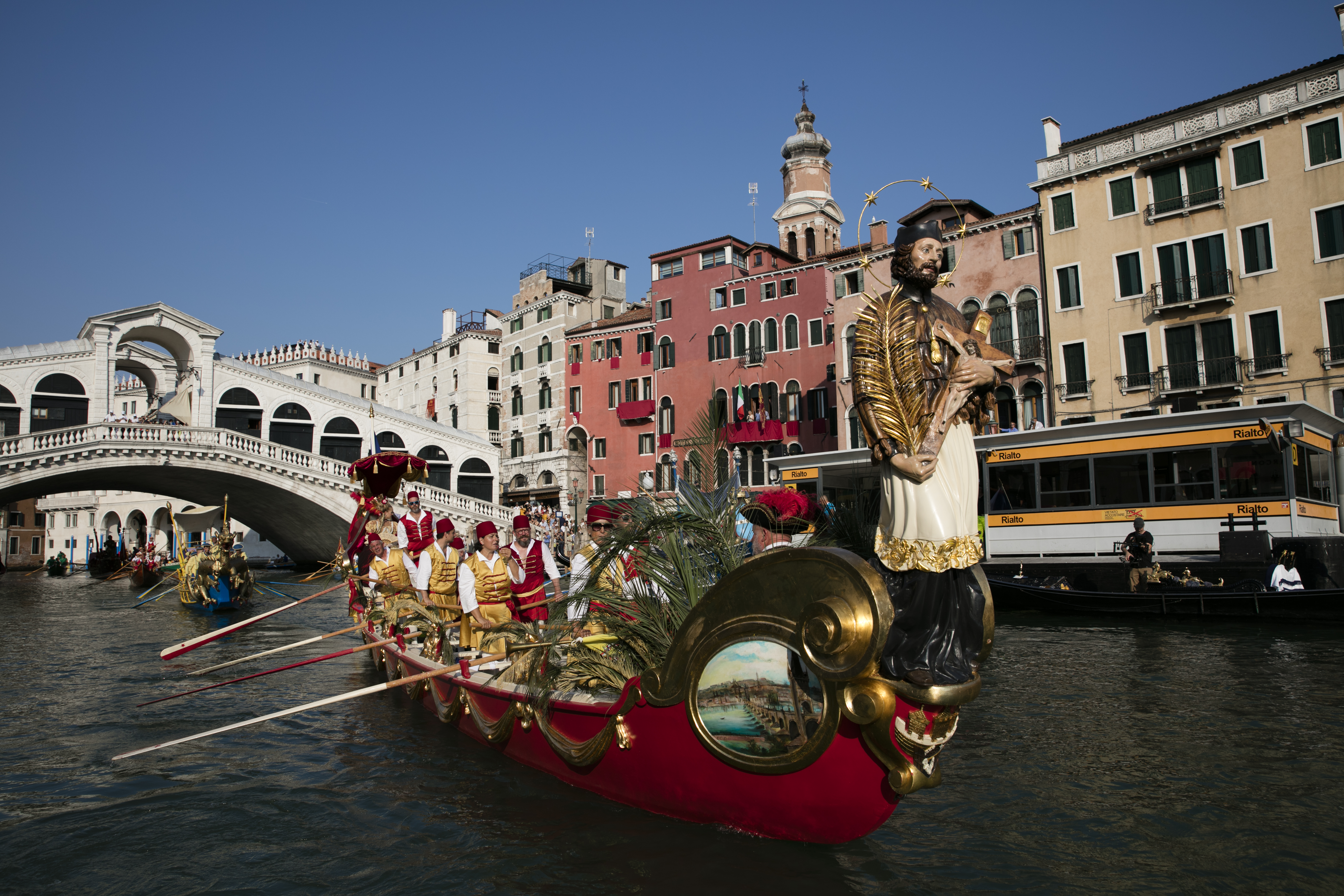
Bissona Praga u mostu Rialto

 Na přídi je v mírně nadživotní velikosti umístěna dřevěná socha sv. Jana Nepomuckého, erb Prahy a dvě lunety s vyobrazením Malé Strany, Karlova mostu a Starého města. Na zádi je umístěn erb s českým lvem. Po bocích na krajích paluby lodě jsou umístěny rozety pražských ledňáčků v závoji, které symbolizují vzkříšení a svatou Ludmilu. Loď je 14,3 metrů dlouhá a široká 2 metry. Veškeré náklady spojené s přestavbou sponzorsky hradil Zdeněk Bergman. Loď bude každoročně v květnu přijíždět do Prahy, kde bude součástí Svatojánských slavností na Vltavě.